# Marcin Bójko
Marcin Bójko (ur. 1971) – polski dziennikarz naukowy.

## Życiorys

### Edukacja
Absolwent Wydziału Matematyki, Informatyki i Mechaniki Uniwersytet Warszawski (kierunek matematyka).

### Kariera zawodowa
W latach 80. XX w. był współpracownikiem miesięcznika komputerowego „Bajtek”. W 2000 roku zaczął pracę w dziale nauki „Gazety Wyborczej”, gdzie zajmował się tematyką komputerową i technologiczną oraz odkryciami matematycznymi i fizycznymi. Współredagował, a od 2001 roku kierował cotygodniowym dodatkiem „Komputer”, wtedy też przeniósł się do działu gospodarczego „Gazety”.
W 2003 roku przeszedł do działu nauki tygodnika „Newsweek”. Rok później współtworzył czasopismo „Zoom” (wydawane przez IDG Poland), poświęcone fotografii cyfrowej – formalnie piastował funkcję redaktora prowadzącego. W 2005 roku objął stanowisko kierownika działu „Odkrycia” (czytaj: działu nauki) w tygodniku „Ozon” (tam też przez krótki czas zajmował się motoryzacją); zrezygnował po kilku miesiącach. W 2006 był szefem działu nauki „Dziennika”. Potem został redaktorem naczelnym miesięcznika „Chip Foto-Video Digital”, wydawanego przez Vogel Burda Communications. Po jego zamknięciu przeszedł do wydawnictwa Migut Media, które od września 2007 roku do października 2010 wydawało miesięcznik „Digital Foto Video”. Do 2016 roku prezes wydawnictwa FPlus i redaktor naczelny „Digital Foto Video”. Obecnie pracuje jako wolny strzelec, współpracuje z Gazetą Wyborczą i Tygodnikiem Powszechnym, prowadzi stronę dfv.pl i wydaje „Digital Foto Video”.
Ma też na koncie współpracę z „Wiedzą i Życiem”, „Focusem”, „Przekrojem”, „Tygodnikiem Powszechnym”.